# Toraschild

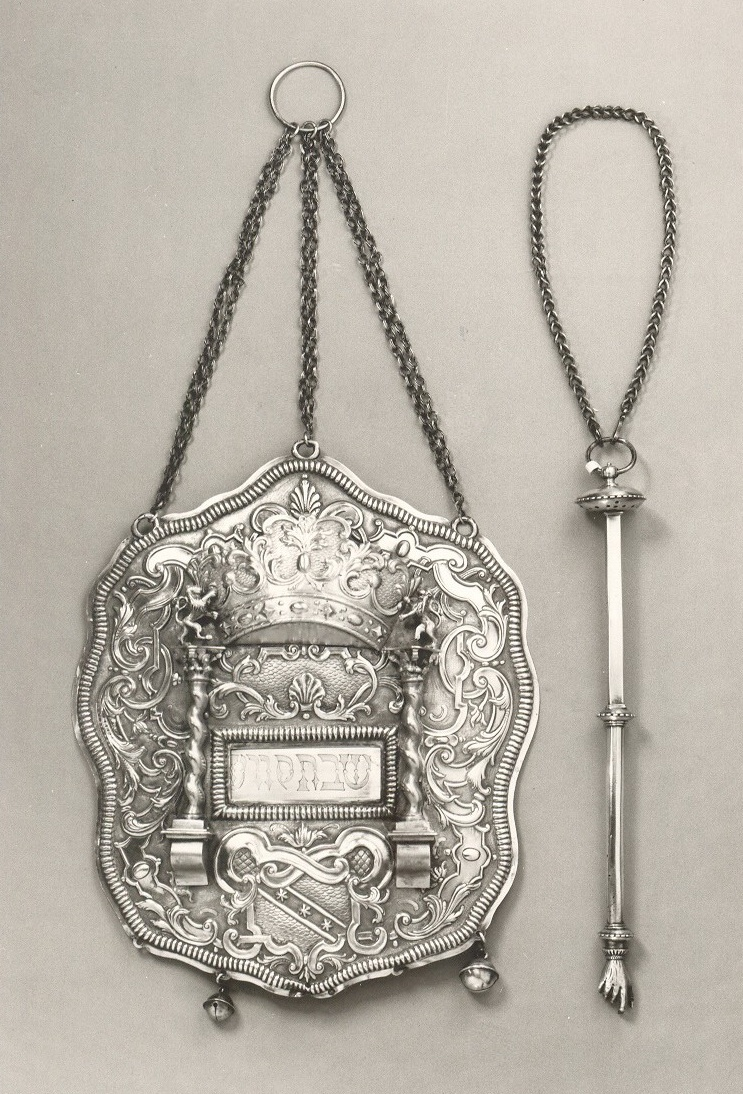
Toraschild (Tas) aus Stuttgart, 18. Jahrhundert, Jüdisches Museum der Schweiz

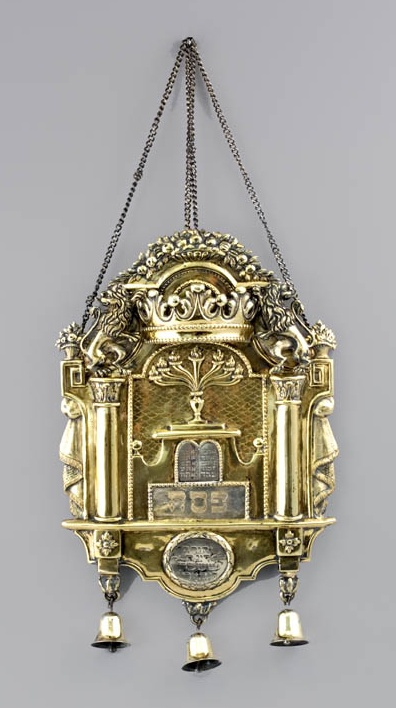
Toraschild, 18. Jahrhundert

Der Toraschild (hebräisch טַס tas, deutsch ‚Platte, Blech‘) gehört neben Torawimpel, Toramantel, Torazeiger und Tora-Krone (Keter) oder zwei kleiner Krönchen (Rimonim) zu den fünf Schmuckstücken der Tora. Er erinnert an den Brustschild des Hohepriesters Aaron und ist meist mit Symbolen wie den Löwen Judas, zwei Säulen (Sinnbild des Salomonischen Tempels) und den Gesetzestafeln mit den zehn Geboten versehen. Eine Lade ermöglicht das Einschieben von Hinweisschildchen, die den jeweiligen Feiertag anzeigen. Ältere Stücke sind oft mit aufgesetzten Kronen verziert, welche die Loyalität gegenüber dem Landesherrn unterstreichen sollten.

Toraschilde sind als Ritualobjekte seit dem 15. Jahrhundert belegt. Sie fanden besonders in aschkenasischen Gemeinden weite Verbreitung. Es handelt sich meist um handgetriebene Arbeiten aus Silber oder versilbertem Kupferblech, sie sind ungefähr 15 mal 20 cm groß.